# TV3 Sport
TV3 Sport var en svensk HDTV-kanal från Nordic Entertainment Group som kommer sända sport som lanserades 8 april 2016.. Vid lanseringen sänder kanalen utvalda matcher från Serie A, La Liga, NHL, Speedway GP, NFL, EHF Champions League (herrar) och Uefa Champions League.. Den 19 december 2019 ersätts kanalen av den nya kanalen Viasat Sport extra i de flesta TV-nät.